# زونا غيل
زونا غيل (بالإنجليزية: Zona Gale)‏ (26 أغسطس 1874، بورتاغ في الولايات المتحدة - 27 ديسمبر 1938، شيكاغو في الولايات المتحدة)؛ مؤلِّفة، كاتِبة مسرحية وروائية أمريكية. درست في جامعة ويسكونسن-ماديسون.

## الجوائز
- جائزة بوليتزر عن فئة الدراما

## روابط خارجية
- زونا غيل على موقع IMDb (الإنجليزية)
- زونا غيل على موقع الموسوعة البريطانية (الإنجليزية)
- زونا غيل على موقع قاعدة بيانات برودواي على الإنترنت (الإنجليزية)
- زونا غيل على موقع إن إن دي بي (الإنجليزية)
- زونا غيل على موقع قاعدة بيانات الفيلم (الإنجليزية)